# Leurospondylus
Leurospondylus es un género de plesiosaurio cuya familia está actualmente en disputa, pero se sugiere que sea un Plesiosauridae.

## Etimología
El nombre Leurospondylus proviene de una fusión de dos palabras griegas, leuros (λευρός) que significa "uniforme", "plano" o "liso", y spondylos (σπόνδυλος) que significa "vértebra". El nombre de la especie tipo L. ultimus proviene del latín ultimus que significa "último". Se llamó así porque este género fue la última aparición conocida de un plesiosaurio fósil cuando fue descrito en 1913.

## Descripción
El primer Leurospondylus descrito era un joven. El fósil incluía 12 vértebras, pero se cree que el animal tenía el doble de ese número, y se estimó que medía aproximadamente 2 metros de largo cuando era joven. Samuel Paul Welles señaló que las vértebras son cortas y similares a las de los pliosaurios, mientras que las escápulas y los coracoides se parecen a las de los elasmosáuridos, lo que dificulta determinar a qué familia pertenece. Se especula que el holotipo de Leurospondylus es un juvenil de una especie conocida o que pertenece a un propio grupo taxonómico no conocido.

## Distribución
El primer Leurospondylus se encontró en el paleoambiente salobre representado por los lechos de Edmonton ubicados en el actual río Red Deer. Esta área es parte de la formación Horseshoe Canyon en Alberta, Canadá. La aparición de este fósil juvenil en un ambiente salobre identificable llevó a la conclusión de que los plesiosaurios pasaron sus primeros años de vida en ríos y estuarios. Sin embargo, algunos plesiosaurios también pasaron su vida adulta en agua dulce; si Leurospondylus creció y luego se fue, o creció y se quedó en agua dulce se ha determinado el ecosistema.